# Arabia Saudita en los Juegos Mundiales de Breslavia 2017
Arabia Saudita fue uno de los países que participó en los Juegos Mundiales de 2017 que se disputaron en la ciudad de Breslavia, Polonia.
Arabia envió una delegación de un solo atleta, y no pudo obtener ninguna medalla.
| Oro | Plata | Bronce |
| --- | ----- | ------ |
| 0   | 0     | 0      |

## Delegación

### Karate
| Masculino    |               |                      |        |                       |        |                   |        |           |           |           |           |           |
| Emad Almalki | Kumite 60 kg. | # Firdosi Farzaliyev | 0:2 PO | # Matías Gómez García | 0:3 PO | # Geoffrey Berens | 1:1 PO | Eliminado | Eliminado | Eliminado | Eliminado | Eliminado |

PO = Puntos
- Datos: Q35043754